# ブラントン・パーク
ブラントン・パーク(Brunton Park)は、イングランド・カンブリア州カーライルにあるスタジアム。現在は、カーライル・ユナイテッドFCのホームスタジアムとなっている。収容人数は17,949人。

## 概要
カーライルから北に少し(約10分位)行けばスコットランドとなる。

## 入場者数

### 平均入場者数
- 2009-2010:
- 2008-2009: 6,268 (フットボールリーグ1)
- 2007-2008: 7,835 (フットボールリーグ1)
- 2006-2007: 7,907 (フットボールリーグ1)
- 2005-2006: 7,218 (フットボールリーグ2)
- 2004-2005: 5,513 (カンファレンス・ナショナル)
- 2003-2004: 5,617 (ディヴィジョン3)
- 2002-2003: 4,776 (ディヴィジョン3)
- 2001-2002: 3,204 (ディヴィジョン3)
- 2000-2001: 3,670 (ディヴィジョン3)
- 1999-2000: 3,191 (ディヴィジョン3)

### 最多入場者数
- 27,500 (FAカップ 3回戦) カーライル v バーミンガム・シティ, 1957.1.05
- 27,500 (FAカップ 5回戦) カーライル v ミドルスブラ, 1970.2.07

## ギャラリー

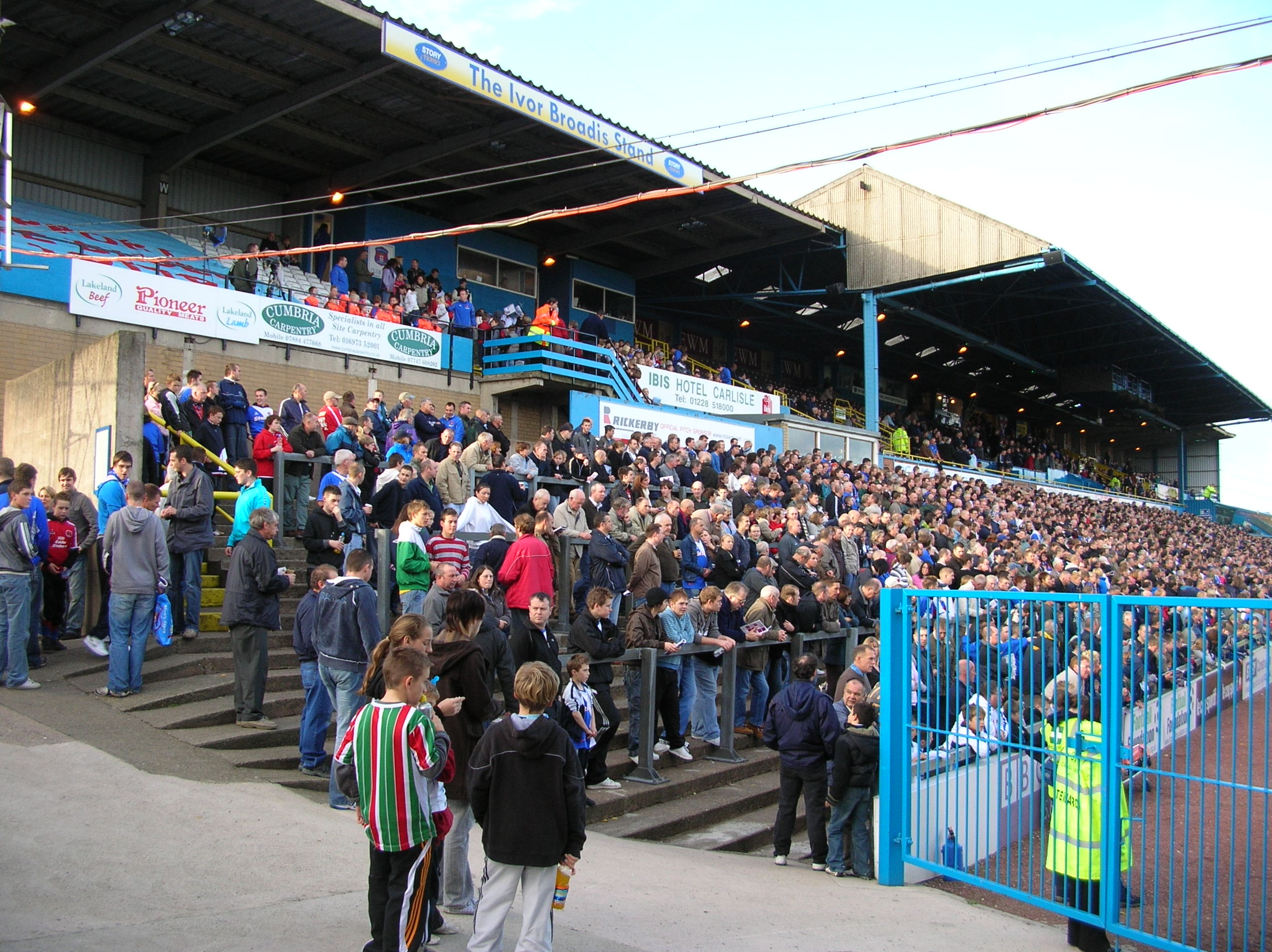
The Main Stand and Paddock
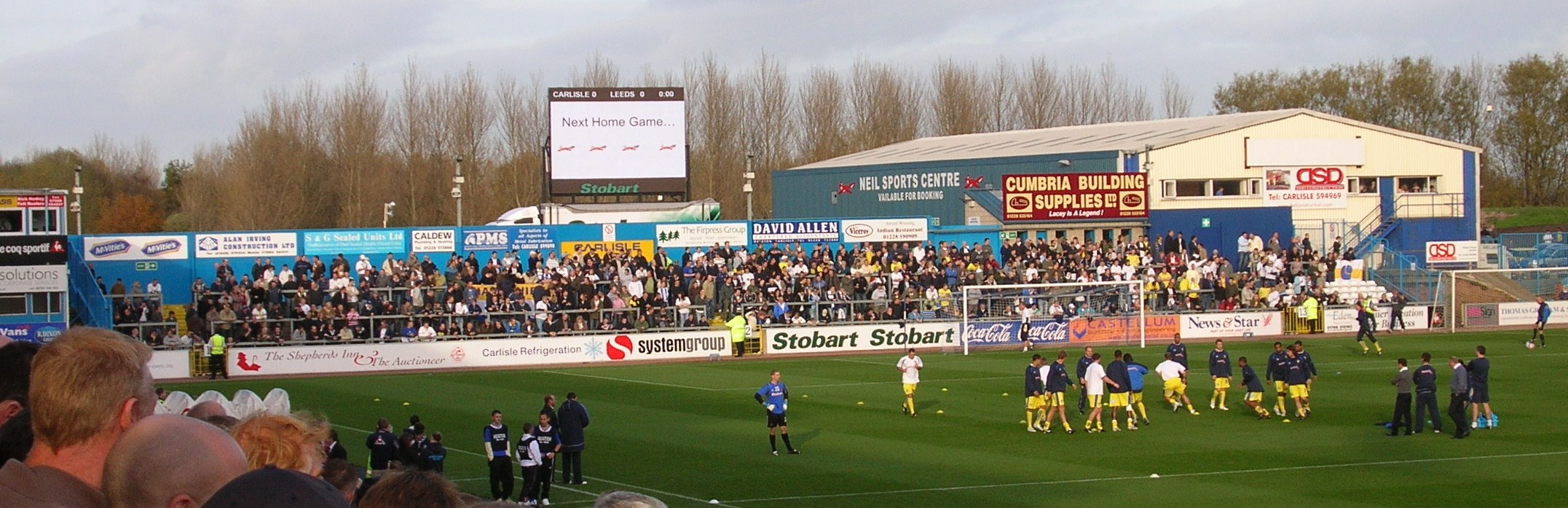
The Petteril End
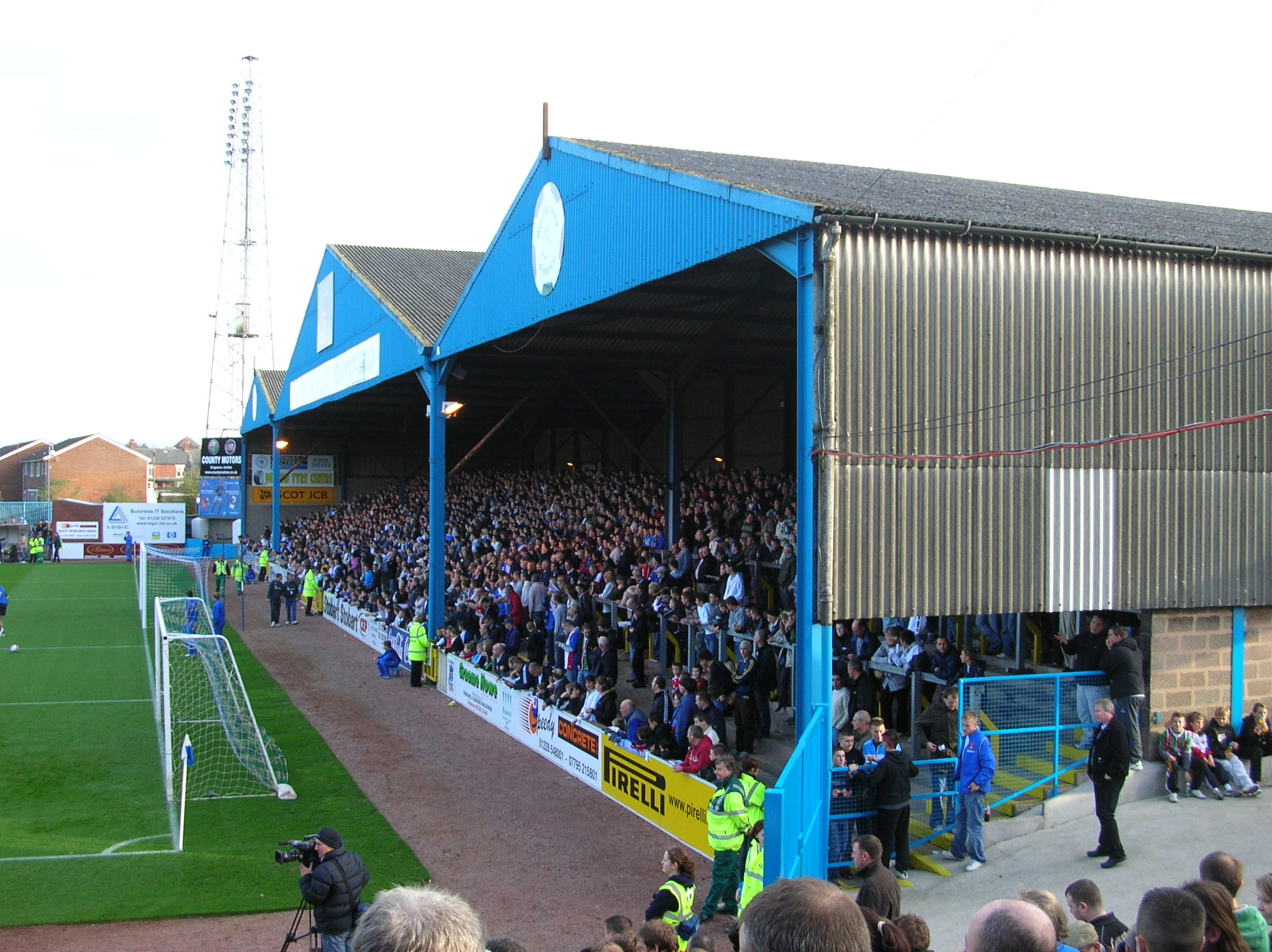
Warwick Road End
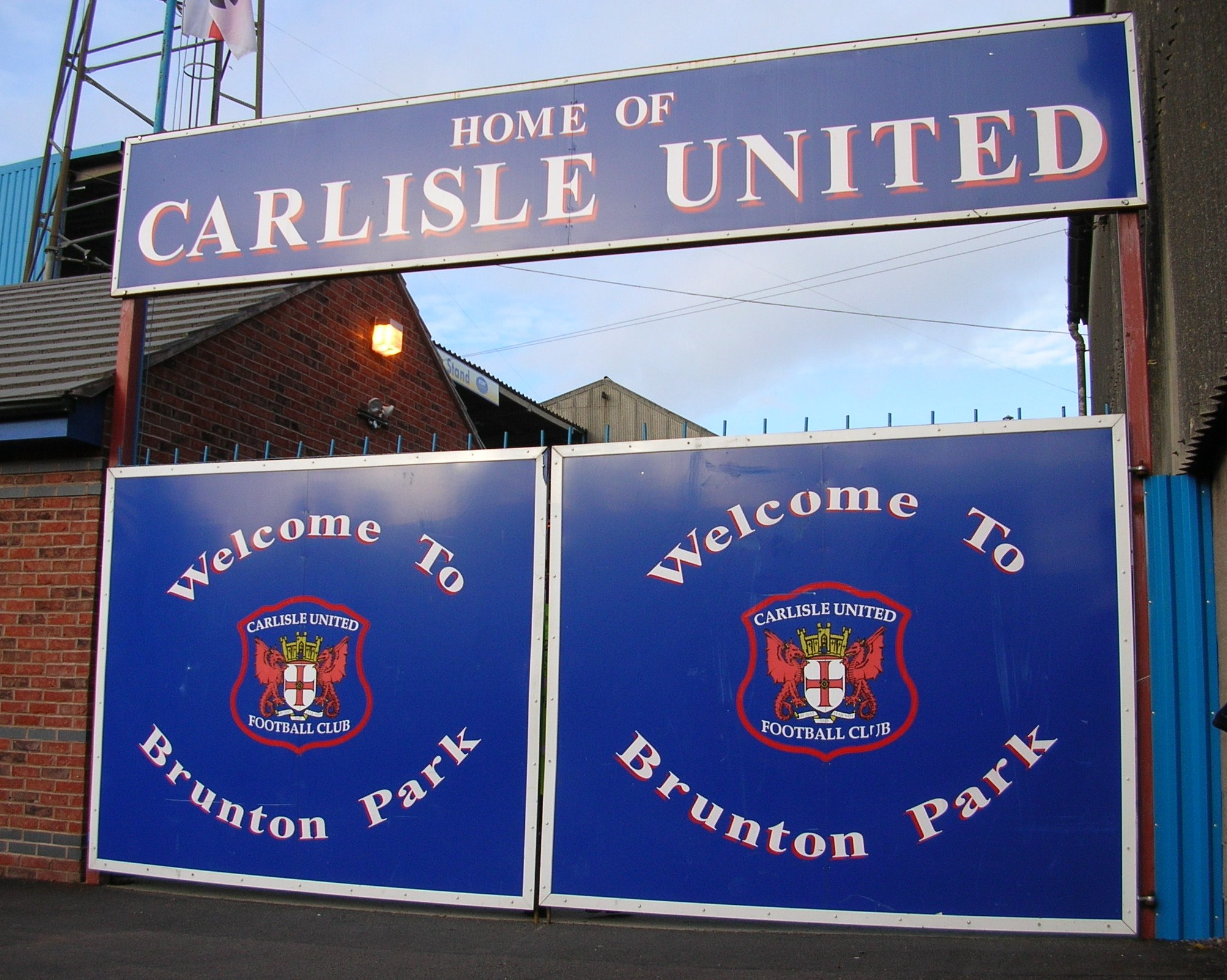
Gate